# ویلیام فرناندو دا سیلوا
ویلیام فرناندو دا سیلوا (به پرتغالی: William Fernando da Silva) هافبک اهل برزیل است که در شهر سائوپائولو و در تاریخ ۲۰ نوامبر ۱۹۸۶ به دنیا آمده‌است.
ویلیام فرناندو دا سیلوا در تیم‌های فوتبال Palmeiras B سابقهٔ حضور دارد.